# Cardiophorus lineatus
Cardiophorus lineatus is een keversoort uit de familie kniptorren (Elateridae). De wetenschappelijke naam van de soort werd voor het eerst geldig gepubliceerd in 1964 door Elena Gurjeva.